# Vidua raricola
Il combassù o combassou di Jambandú, noto anche come vedova di Jambandú (Vidua raricola Payne, 1960), è un uccello passeriforme della famiglia Viduidae.

## Etimologia
Il nome scientifico della specie, raricola, è frutto di un equivoco di classificazione: quando questi uccelli vennero classificati si credeva infatti che parassitassero l'amaranto becconero (il cui nome scientifico è Lagonosticta rara, da cui raricola, derivato dall'unione delle parole latine rara + colere, "abitare"), mentre col tempo si è appurato che tale comportamento è una prerogativa dell'affine combassù del Camerun.

## Descrizione

### Dimensioni
Misura 10 cm di lunghezza, per 10,5-15 g di peso.

### Aspetto
Si tratta di uccelli dall'aspetto slanciato, muniti di testa arrotondata, becco forte e conico, ali appuntite e coda dalla punta squadrata: nel complesso, il combassù purpureo è molto simile al combassù del Senegal, dal quale differisce per le tonalità metalliche di diverso colore dei maschi.
Il dimorfismo sessuale è ben evidente, in particolar modo durante il periodo degli amori: i maschi, infatti, sono di colore nero lucido su tutto il corpo, più opaco su remiganti e coda (dove si presenta di colore bruno-cannella) e con presenza di riflessi metallici verdastri particolarmente evidenti su dorso e area ventrale, mentre sui fianchi è presente una macchia bianca visibile solo quando l'animale spiega le ali.

Le femmine, invece, mancano completamente del nero nella livrea, con piumaggio tendente al bruno dorsalmente (con ali e coda più scure) e al grigio-biancastro ventralmente, con testa munita di fronte, vertice, nuca e di una banda che va dalla tempia al lato del collo di colore bruno scuro e di sopracciglio bianco-grigiastro.

In ambedue i sessi il becco è di colore bianco perlaceo, gli occhi sono di color bruno scuro e le zampe sono carnicino-rosate.

## Biologia
Si tratta di uccelli diurni che si aggregano in stormi misti con varie specie di estrildidi e ploceidi, coprendo anche buone distanze alla ricerca di acqua e cibo e ritirandosi all'imbrunire in posatoi ben nascosti fra il fogliame per passare la notte.

### Alimentazione
I combassù di Jambandù sono uccelli granivori, la cui dieta è composta in massima parte da semi di piante erbacee che vengono rinvenuti principalmente al suolo, ma comprende anche in misura assai minore piccole bacche e frutti, germogli e foglioline tenere, insetti ed altri piccoli invertebrati.

### Riproduzione
La stagione riproduttiva coincide con la fase finale della stagione delle piogge e con quella delle specie bersaglio, estendendosi da settembre a gennaio: questi combassù mostrano infatti parassitismo di cova nei confronti del bengalino ventrearancio.
I maschi corteggiano le femmine con parate anche elaborate, che comprendono richiami squittenti ed arruffamento delle penne: dopo l'accoppiamento depongono di nascosto all'interno dei nidi delle specie parassitate 2-4 uova, per poi allontanarsi.

I pulli schiudono dopo circa due settimane dalla deposizione: essi nascono ciechi ed implumi, e presentano caruncole ai lati della bocca e disegno golare identici a quelli dei nidiacei di bengalino, risultando quindi da essi indistinguibili. I pulli coabitano coi loro fratellastri, seguendo il loro ciclo di crescita (involo a tre settimane dalla schiusa, indipendenza a un mese e mezzo di vita) e spesso condividendo con la propria famiglia adottiva anche lo stormo di appartenenza.

## Distribuzione e habitat
Con areale piuttosto frammentato, il combassù di Jambandù abita la Sierra Leone, Ghana e Togo centro-settentrionali, la Nigeria ed il Camerun centrali e meridionali, il Darfur sud-occidentale, l'area di confine fra Sudan del Sud, Uganda e Repubblica Democratica del Congo e l'area di Gimma in Etiopia occidentale.
L'habitat di questi uccelli è legato alla presenza di abbondante acqua dolce: essi popolano infatti le piane alluvionali e le zone erbose umide, colonizzando anche i pascoli, le risaie e le piantagioni di manioca.